# Popis najposjećenijih muzeja
Popis najposjećenijih muzeja je članak u kojemu su navedeni muzeji s više od dva milijuna posjetitelja koji su godišnje prijavljeni u posljednjim istraživanjima muzejske posjećenosti. Muzej je definiran kao zgrada ili ustanova posvećena stjecanju, njezi, istraživanju i izlaganju brojnih predmeta koji predstavljaju naslijeđe čovječanstva i njegovog okoliša.
Glavni izvori za ovaj popis je godišnja analiza posjećenosti izložbi i muzeja časopisa Art Newspaper, koja uključuje samo umjetničke muzeje, dok istraživanje muzejskog indeksa provodi konzultantska tvrtka AECOM, koja je konzultantska tvrtka i za indeks najbogatijih tvrtki, Fortune 500. Na ovom popisu su pored umjetničkih muzeja, dodani i povijesni muzeji, prirodni muzeji i znanstveni muzeji, te neka arheološka nalazišta, povijesni spomenici i mnogi muzeji palača. Tako se na popisu nalaze i Versajska palača, Peterhof i Zabranjeni grad, jer ta mjesta imaju svoje važne muzejske zbirke.

## Popis
| Naziv                                                        | Državna zastava, grad | Broj posjetitelja (godina) | Najveći broj posjetitelja (godina) |
| ------------------------------------------------------------ | --------------------- | -------------------------- | ---------------------------------- |
| Louvre                                                       | Pariz                 | 9.600.000 (2019.)          | 10,2 milijuna (2018.)              |
| Kineski nacionalni muzej                                     | Peking                | 7.390.000 (2019.)          | 7.550.000 (2017.)                  |
| Vatikanski muzeji                                            | Vatikan               | 6.882.931 (2019.)          |                                    |
| Metropolitan Museum of Art                                   | New York City         | 6.479.548 (2019.)          |                                    |
| Nacionalni muzej zrakoplovstva i astronautike                | Washington, D.C.      | 3.200.000 (2019.)          | 7 milijuna (2017.)                 |
| British Museum                                               | London                | 6.239.983 (2019.)          |                                    |
| Tate Modern                                                  | London                | 6.098.340 (2019.)          | 6,4 milijuna (2016.)               |
| Nacionalna galerija                                          | London                | 6.011.007 (2019.)          |                                    |
| Prirodoslovni muzej                                          | London                | 5.300.000 (2019.)          |                                    |
| Američki prirodoslovni muzej                                 | New York City         | 4.500.000 (2018.)          |                                    |
| Nacionalni prirodoslovni muzej                               | Washington, D.C.      | 4.200.000 (2019.)          | 6 milijuna (2017.)                 |
| Nacionalna galerija umjetnosti                               | Washington, D.C.      | 4.074.403 (2019.)          |                                    |
| Kineski muzej znanosti i tehnologije                         | Peking                | 4.400.000 (2018.)          |                                    |
| Ermitaž                                                      | Sankt Petersburg      | 4.956.529 (2019.)          |                                    |
| Muzej Zhejianga                                              | Hangzhou              | 4.200.000 (2018.)          |                                    |
| Victoria and Albert Museum                                   | London                | 3.932.938 (2019.)          | 3.967.566 (2018.)                  |
| Muzej kraljice Sofije                                        | Madrid                | 4.425.699 (2019.)          |                                    |
| Nacionalni muzej palače                                      | Taipei                | 3.832.373 (2019.)          | 6.142.892 (2016.)                  |
| Nacionalni muzej američke povijesti                          | Washington, D.C.      | 2.800.000 (2019.)          | 3,8 milijuna (2017.)               |
| Muzej Nanjinga                                               | Nanjing               | 3.670.000 (2018.)          |                                    |
| Muzej Hunana                                                 | Changsha              | 3.600.000 (2018.)          |                                    |
| Centre Pompidou                                              | Pariz                 | 3.273.867 (2019.)          | 3.335.509 (2016.)                  |
| Šangajski muzej znanosti i tehnologije                       | Šangaj                | 3.540.000 (2018.)          |                                    |
| Provincijski muzej Gansua                                    | Lanzhou               | 3.500.000 (2018.)          |                                    |
| Nacionalni muzej Koreje                                      | Seul                  | 3.354.161 (2019.)          | 3.476.606 (2017.)                  |
| Londonski muzej znanosti                                     | London                | 3.286.000 (2018.)          |                                    |
| Musée d'Orsay                                                | Pariz                 | 3.651.616 (2019.)          |                                    |
| Somerset House                                               | London                | 3.143.626 (2018.)          |                                    |
| Nacionalni prirodoslovni muzej Tajvana                       | Taichung              | 2.963.857 (2018.)          | 3.388.665 (2013.)                  |
| Muzej Prado                                                  | Madrid                | 2.893.000 (2018.)          |                                    |
| Muzej moskovskog kremlja                                     | Moskva                | 2.867.295 (2018.)          |                                    |
| Prirodoslovni muzej u Chongqingu                             | Chongqing             | 2.830.000 (2018.)          |                                    |
| Muzej Mevlana                                                | Konya                 | 2.817.386 (2018.)          |                                    |
| Muzej povijesti Shaanxija                                    | Xi'an                 | 2.800.000 (2018.)          |                                    |
| Metropolitan muzej umjetnosti u Tokiju                       | Tokio                 | 2.787.770 (2018.)          |                                    |
| Muzej Chengdua                                               | Chengdu               | 2.780.000 (2018.)          |                                    |
| Museum of Modern Art                                         | New York City         | 2.774.103 (2018.)          |                                    |
| Nacionalni umjetnički centar                                 | Tokio                 | 2.717.565 (2018.)          |                                    |
| Nacionalni muzej povijesti Meksika                           | Mexico City           | 2.661.615 (2018.)          |                                    |
| Kraljevski muzeji u Greenwichu                               | London                | 2.549.833 (2018.)          |                                    |
| Nacionalni muzej prirode i znanosti                          | Tokio                 | 2.460.000 (2018.)          |                                    |
| Nacionalni muzej antropologije Meksika                       | Mexico City           | 2.596.725 (2018.)          |                                    |
| NGV International                                            | Melbourne             | 2.565.474 (2018.)          |                                    |
| Kineski muzej umjetnosti                                     | Šangaj                | 2.550.000 (2018.)          |                                    |
| Kalifornijski znanstveni centar                              | Los Angeles           | 2.520.000 (2018.)          |                                    |
| Nacionalni muzej                                             | Tokio                 | 2.431.073 (2018.)          |                                    |
| Nacionalni muzej afričko-američke povijesti i kulture        | Washington, D.C.      | 2.400.000 (2018.)          |                                    |
| Muzej Suzhoua                                                | Suzhou                | 2.340.000 (2018.)          |                                    |
| Prirodoslovni muzej u Houstonu                               | Houston               | 2.313.000 (2018.)          |                                    |
| Centar za američku umjetnost i portrete Donalda W. Reynoldsa | Washington, D.C.      | 2.304.404 (2018.)          |                                    |
| Rijksmuseum                                                  | Amsterdam             | 2.300.000 (2018.)          | 2,47 milijuna (2014.)              |
| Muzej Tri klanca                                             | Chongqing             | 2.240.000 (2018.)          |                                    |
| Cité des Sciences et de l'Industrie                          | Pariz                 | 2.231.000 (2018.)          |                                    |
| Uffizi                                                       | Firenca               | 2.230.914 (2018.)          |                                    |
| Nacionalni muzej Škotske                                     | Edinburgh             | 2.227.773 (2018.)          |                                    |
| Muzej Rusije                                                 | Sankt Petersburg      | 2.192.200 (2018.)          |                                    |
| Van Goghov muzej                                             | Amsterdam             | 2.161.160 (2018.)          | 2,3 milijuna (2017.).              |
| Galerija Tretjakov                                           | Moskva                | 2.148.538 (2018.)          |                                    |
| Šangajski muzej                                              | Šangaj                | 2.070.270 (2019.)          | 2.111.730 (2018.)                  |
| Sabirni logor Auschwitz                                      | Oświęcim              | 2.100.000 (2018.)          |                                    |
| Nacionalni muzej Koreje                                      | Seul                  | 3.354.161 (2019.)          | 3.476.606 (2017.)                  |
| Zabranjeni grad                                              | Peking                | 19.000.000+ (2019.)        |                                    |
| Versajska palača                                             | Versailles            | 8.100.000 (2018.)          |                                    |
| Peterhof                                                     | Sankt Petersburg      | 5.245.900 (2016.)          |                                    |
| Carsko selo                                                  | Sankt Petersburg      | 3.694.000 (2016.)          |                                    |
| Pompeji                                                      | Napulj                | 3.646.585 (2018.)          |                                    |
| Palača u Wilanówu                                            | Varšava               | 3.098.985 (2016.)          |                                    |
| Kip slobode                                                  | New York City         | 4.335.431 (2018.)          |                                    |
| Schönbrunn                                                   | Beč                   | 3.050.000 (2017.)          |                                    |
| Kazanjski kremlj                                             | Kazanj                | 2.893.300 (2016.)          |                                    |
| Londonski Tower                                              | London                | 2.858.336 (2018.)          |                                    |
| Ciudad de las Artes y las Ciencias                           | Valencia              | 2.637.567 (2018.)          |                                    |
| Državni muzej i rezervat Bitke za Staljingrad                | Volgograd             | 2.359.300 (2016.)          |                                    |
| Palača Łazienkowski                                          | Varšava               | 2.100.000 (2016.)          |                                    |
| Topkapi                                                      | Istanbul              | 2.000.000 (2017.)          |                                    |
| Dvorac Edinburgh                                             | Edinburgh             | 2.111.578 (2018.)          |                                    |
| Kip jedinstva                                                | Narmada distrikt      | 2.615.000+ (2019.)         |                                    |